# Тахертинг
Тахертинг (њем. Tacherting) општина је у њемачкој савезној држави Баварска. Једно је од 35 општинских средишта округа Траунштајн. Према процјени из 2010. у општини је живјело 5.537 становника. Посједује регионалну шифру (AGS) 9189149.

## Географски и демографски подаци
Тахертинг се налази у савезној држави Баварска у округу Траунштајн. Општина се налази на надморској висини од 473 метра. Површина општине износи 50,2 km². У самом мјесту је, према процјени из 2010. године, живјело 5.537 становника. Просјечна густина становништва износи 110 становника/km².